# Bitwy pod Parkanami

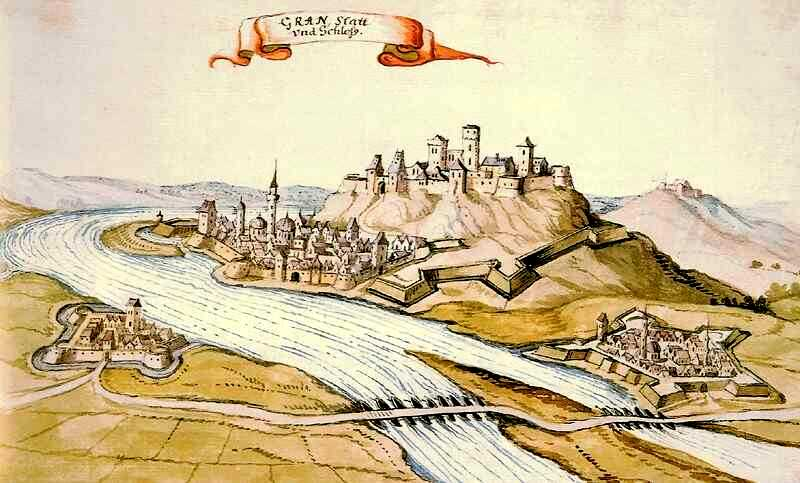
Parkany (po lewej stronie rzeki) oraz Ostrzyhom

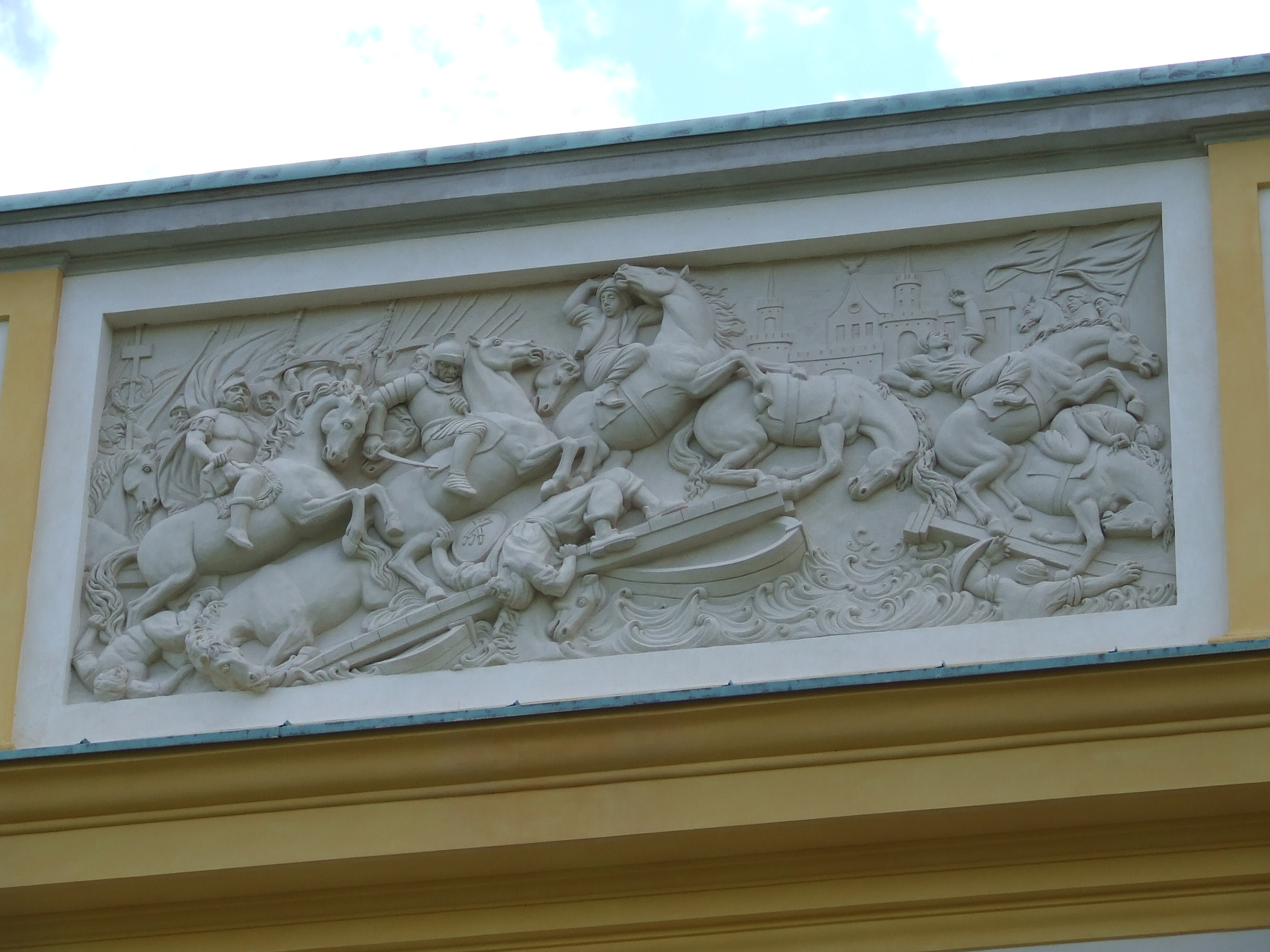
Bitwa pod Parkanami, płaskorzeźba na attyce pałacu w Wilanowie

Bitwy pod Parkanami – stoczone w ciągu 3 dni dwie bitwy wojny polsko-tureckiej 1683–1699.
7 października 1683 wojska polskie zostały zaskoczone przez nacierające oddziały Kary Mehmeda Paszy. W czasie ucieczki zginąłby także król polski Jan III Sobieski, pod którym rozparł się koń i tylko poświęcenie polskiego rajtara Jędrka ocaliło go od śmierci.
Słynną stała się druga z kolei bitwa z dnia 9 października 1683, zwycięska dla dowodzącego wojskami polsko-habsburskimi Jana III Sobieskiego. Część historyków znacznie bardziej ceni ją niż opiewaną przez przeszłych autorów wiktorię wiedeńską. Broniący się w północnych Węgrzech Turcy ponieśli druzgocącą klęskę.
Praktycznie całkowita masakra spotkała kilkudziesięciotysięczną armię turecką, a droga do wyzwolenia Węgier stanęła otworem. Sprzeciw austriacki nie pozwolił jednak połączonym armiom koalicji wyzwolić krajów korony św. Stefana, co mogłoby się udać w ciągu kilku miesięcy, gdyż siły tureckie były całkowicie rozbite.

## Pierwsza bitwa pod Parkanami
Po wiktorii wiedeńskiej wojska sprzymierzonych ruszyły 18 września w kierunku Ostrzyhomia nad Dunajem, do którego dojścia bronił silnie umocniony fort Parkany. Pomimo klęski pod Wiedniem Kara Mustafa wciąż stanowił zagrożenie – miejsce Ibrahima paszy zajął Kara Mehmed Pasza. Korpus Mehmeda zabezpieczył Ostrzyhom i Nowe Zamki, sam Mustafa zaś cofnął się do Belgradu w celu zorganizowania nowej armii.
Licząca 32 000 żołnierzy armia polsko-cesarska, dowodzona przez Jana III Sobieskiego, maszerowała lewym brzegiem Dunaju na Ostrzyhom. Wojska Sobieskiego, lekceważąc pobitych pod Wiedniem Turków, podzielone były na kilka znacznie od siebie oddalonych grup. Niespodziewanie 7 października dowodzona przez strażnika koronnego Stefana Bidzińskiego straż przednia licząca 1000 polskiej jazdy i dragonii wraz z idącą za nią grupą hetmana Stanisława Jana Jabłonowskiego zostały zaatakowane i rozbite przez armię turecką paszy budzińskiego Kary Mehmeda, liczącą 15 000 żołnierzy, w tym 2000 piechoty.
Sobieski, który miał przy sobie 4000 żołnierzy, ruszył natychmiast z pomocą, zamierzając zatrzymać Turków do chwili nadejścia pozostałych sił. Król uszykował swą jazdę w jedną linię ze słabą rezerwą. Zarówno lewe, jak i prawe skrzydło odparły tureckie natarcia, jednak prawe, dowodzone przez Jabłonowskiego zostało rozbite w pościgu. Przez powstałą lukę wdarło się wojsko tureckie. Ponieważ wojska polskie zostały otoczone, Sobieski wydał husarzom rozkaz szarży na siły tureckie, które znajdowały się na tyłach. Na widok uchodzącej do tyłu husarii pozostałą polską jazdę ogarnęła panika, na której skutek omal nie stratowano króla. Król, widząc panikę, nakazał swemu synowi Jakubowi ucieczkę, a sam bezskutecznie próbował jeszcze zawrócić uchodzące wojska.
Sobieski przez pół mili uciekał wraz z 7 towarzyszami. Razem z królem uchodził koniuszy wielki koronny Marek Matczyński. Gdy dwóch spahisów dogoniło króla, zasłonił go nieznany z imienia rajtar pochodzący prawdopodobnie z chłopów. Sobieski poczuł się bezpieczny dopiero wtedy, gdy dotarł do nadchodzącej polskiej piechoty i regimentów jazdy Karola V Leopolda.
Ściganym Polakom Turcy zadali znaczne straty. Przed całkowitą zagładą jazdę polską uratowała nadciągająca polska piechota i austriacka jazda, na których widok Turcy wstrzymali pościg. Przez pewien czas Turcy byli przekonani, że Sobieski poległ. Spowodowane było to tym, że znaleźli na pobojowisku ciało wojewody pomorskiego Władysława Denhoffa, bardzo podobnego do króla. Głowę wojewody odcięto i triumfalnie odwieziono do Budy.

## Druga bitwa pod Parkanami
Król Polski 8 października skoncentrował wszystkie siły i następnego dnia postanowił ponownie stoczyć bitwę. Także Turcy zwiększyli liczebność swej armii do 36 000 żołnierzy (głównie jazda), rozwijając się na północny zachód od Parkan, przy czym same Parkany obsadzone przez janczarów stanowiły osłonę lewego skrzydła armii tureckiej. Za szykiem tureckim znajdowała się rzeka Garam (obecnie Hron) – dopływ Dunaju. Turcy pragnęli swym prawym skrzydłem złamać lewe skrzydło armii Sobieskiego i zepchnąć je do Dunaju. Sobieski przewidział to, dlatego oparł liczące 7500 ustawionej w szachownicę jazdy i piechoty lewe skrzydło o wzgórza. W środku szyku stanęły liczące 16 000 żołnierzy wojska cesarskie (dowodzący Dunewald, Starhemberg, Ludwik Wilhelm Badeński) – piechota w centrum, a jazda na skrzydłach: na lewym Jabłonowski, na prawym Lubomirski. Zadaniem lewego skrzydła i centrum było związanie Turków walką. W tym czasie prawe skrzydło polskie miało odciąć nieprzyjaciela od Parkan, uniemożliwiając w ten sposób odwrót. Dodatkowo lewe skrzydło miał osłaniać przed nadejściem Tatarów lub Węgrów Tökölego specjalny oddział Stefana Czarnieckiego, bliskiego kuzyna hetmana Czarnieckiego.
9 października pierwsze uderzenie Turcy przeprowadzili przeciwko wojskom cesarskim i zostali odparci. Następnie większość sił tureckich zaczęła koncentrować się naprzeciw lewego skrzydła armii Sobieskiego. Ataki jazdy tureckiej powstrzymywała swym ogniem polska piechota i artyleria. Później następowały kontrataki jazdy Jabłonowskiego. Przedłużająca się walka na tym skrzydle coraz bardziej absorbowała uwagę Turków, co pozwoliło Sobieskiemu podsunąć jazdę prawego skrzydła pod Parkany i odciąć Turkom jedyną drogę odwrotu przez most. Fakt ten połączony z narastającym naciskiem sił polsko-cesarskich spowodował, że Turcy rzucili się do ucieczki.
Przedmoście zdobyła polska i austriacka piechota, a sam most zawalił się na skutek celnego ognia artylerii Marcina Kątskiego. Jazda turecka próbowała przeprawy przez Dunaj na Ostrzyhom, wyginęła jednak pod ogniem Polaków i żołnierzy cesarskich. Przed zniszczeniem mostu na drugi brzeg zdążył się przeprawić jedynie Mehmed na czele 800 żołnierzy.

## Po bitwie
Bitwa okazała się strategicznym zwycięstwem wojsk sprzymierzonych. Kara Mehmed Pasza uratował się z bitwy wraz około 800–900 żołnierzami, którzy przeszli na drugi brzeg przed zawaleniem się mostu, a około 2000 żołnierzy przedostało się na drugi brzeg rzeki innymi sposobami. Do niewoli wzięto 1500 Turków, którzy poprosili o łaskę, a zginęło 9000.
Armia chrześcijańska ruszyła w kierunku Ostrzyhomia, zaś Kara Mustafa udał się z Budy do Belgradu, aby wyjaśnić sułtanowi Mehmedowi IV okoliczności klęski. Sułtan opuścił Belgrad przed przybyciem Mustafy, co przypieczętowało los wielkiego wezyra.
19 października pod Ostrzyhom dotarł łodziami Maksymilian II Emanuel na czele 1200 brandenburczyków i 1200 jazdy bawarskiej. 22 października rozpoczęło się oblężenie i już wkrótce twierdza została poddana w wyniku niechęci Turków do walki. Turcy opuścili miasto z wszelkimi honorami wojskowymi, choć później Kara Mustafa kazał zgładzić odpowiedzialnych za poddanie Ostrzyhomia.
W grudniu do Belgradu przybył poseł sułtański z Edirne z listem o zmianie dowodzących. Aga janczarów i posłowie poprosili wielkiego wezyra o przekazanie pieczęci, a 25 grudnia wezyra uduszono jedwabną cięciwą łuku.